# Eudolium
Eudolium là một chi ốc biển cỡ lớn, là động vật thân mềm chân bụng sống ở biển trong họ Tonnidae.

## Các loài
Các loài thuộc chi Eudolium bao gồm:
- Eudolium bairdii (Verrill & Smith in Verrill, 1881)[2]
- Eudolium crosseanum (di Monterosato, 1869)[3]
- Eudolium pyriforme (Sowerby, 1914) [4]

Species brought into synonymuy
- Eudolium aulacodes Tomlin, 1927: đồng nghĩa của Oocorys sulcata P. Fischer, 1884
- Eudolium inflatum Kuroda & Habe, 1952: đồng nghĩa của Eudolium bairdii (Verrill & Smith in Verrill, 1881)
- Eudolium kuroharai Azuma, 1960: đồng nghĩa của Eudolium bairdii (Verrill & Smith in Verrill, 1881)
- Eudolium lineatum Osima, 1943: đồng nghĩa của Eudolium bairdii (Verrill & Smith in Verrill, 1881)
- Eudolium thompsoni McGinty, 1955: đồng nghĩa của Eudolium crosseanum (di Monterosato, 1869)